# Life on the Ropes
Life on the Ropes sedmi je studijski album američkog hardcore punk sastava iz New Yorka, Sick of It Alla, objavljen 9. rujna 2003.
To je ujedno i njihov posljednji album snimljen pod izdavačkom kućom Fat Wreck Chords. Na albumu, između ostalih kao prateći vokal gostuje i John Joseph iz hardcore punk sastava Cro-Mags.

## Popis pjesama
- Sve pjesme su napisali članovi Sick of It Alla.

1. "Relentless" – 2:24
2. "All My Blessings" – 1:48
3. "The Land Increases" – 1:38
4. "Paper Tiger (Fakin' the Punk)" – 2:08
5. "The Innocent" – 2:51
6. "Silence" – 2:38
7. "For Now" – 2:45
8. "View from the Surface" – 2:32
9. "Going All Out" – 2:29
10. "Rewind" – 2:21
11. "Shit Sandwich (Instra-Mental)" – 1:04
12. "Butting Heads" – 2:46
13. "Take Control" – 2:17
14. "Kept in Check" – 2:42
15. "On the Brink" – 2:26
16. "Trenches" – 3:33

## Produkcija
- Lou Koller - vokal
- Pete Koller - gitara
- Craig Setari - bas-gitara
- Armand Majidi - bubnjevi

## Vanjske poveznice
- Album na stranici Fat Wreck Chordsa  Arhivirana inačica izvorne stranice od 23. siječnja 2009. (Wayback Machine)